# Лулах
Лулах (між 1029 та 1033 — 17 березня 1058) — король Шотландії з 15 серпня 1057 до 17 березня 1058 року. Мав прізвиська «Дурень» та «Нещасний».

## Життєпис
Був сином Гілле Кемгайна, мормера Мореї, та Груох, онуки Кеннета III, короля Шотландії. Після смерті батька Лулах успадкував титул мормера Мореї, а мати вийшла заміж за майбутнього короля Макбета, який фактично став правити Мореєю.
За час володарювання королів Дункана I та Макбета не проявив себе жодним чином. Після загибелі останнього у 1057 році під час бою проти військ Малкольма III, Лулах 15 серпня оголосив себе володарем Шотландії, коронувавшися в Сконе. Обряд коронування, запроваджений Лулахом, став традицією для наступних королів.
Утім через декілька місяців зазнав поразки від супротивника. Зрештою короля Лулаха було вбито 17 березня 1058 року внаслідок засідки в Абердіширі. Його нащадки деякий час були мормерами Мореї.